# ناگاهارو یودوگاوا
ناگاهارو یودوگاوا (انگلیسی: Nagaharu Yodogawa; ۱۰ آوریل ۱۹۰۹ – ۱۱ نوامبر ۱۹۹۸ (سن ۸۹)) منتقد سینما، و روزنامه‌نگار اهل ژاپن بود.